# Baldo Angelo Abati
Baldo Angelo Abati (in latino Baldus Angelus Abbatius; Gubbio, ... – seconda metà del XVI secolo) è stato un biologo, medico e fisico italiano, archiatra personale del Duca d'Urbino Francesco Maria II della Rovere.

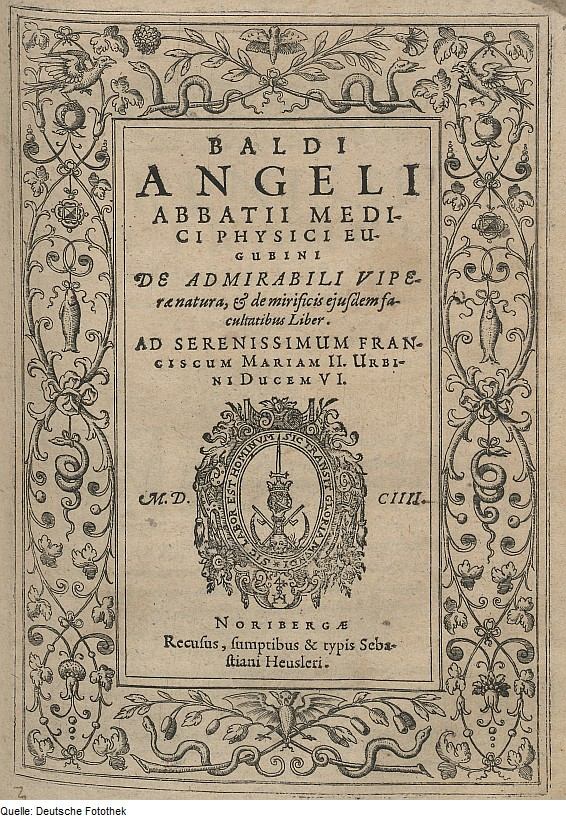
De Admirabili Viperae natura, & de mirificis eiusdem facultatibus Liber, copertina dell'edizione del 1603

Conseguì l'abilitazione sia come biologo, che come medico e fisico.

## Opere
- Baldi Angeli Abbati medici physici Eugubini De admirabili viperae natura, et de mirificis eiusdem facultatibus liber. - Vrbini: apud Bartholomaeum Ragusium, 1589
- Opus discussarum concertationum praeclarum, de rebus, verbis, & sententijs controuersis, ex omnibus fere scriptoribus, libri XV. - Pisauri: apud Hieronymum Concordiam, 1594.